# 謝苗·傑日尼奧夫

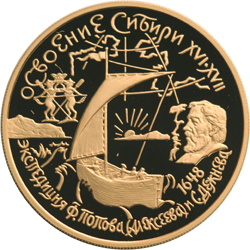
謝苗·伊萬諾維奇·傑日尼奧夫

謝苗·伊萬諾維奇·傑日尼奧夫（俄语：Семён Ива́нович Дежнёв，1605年—1673年），俄罗斯帝国海军军官、探险家。迭日涅夫是波默尔人，出生在今天沃洛格达州的大乌斯秋格。1648年，他从科雷马河出发，经过北冰洋，穿过白令海峡，从太平洋到达阿纳德尔河。他也是第一个航行经过白令海峡的欧洲人，比维他斯·白令早了八十年。楚科奇半岛的杰日尼奥夫角就是以他的名字命名。